# Carol Heiss
Carol Elizabeth Heiss, verh. Jenkins (* 20. Januar 1940 in New York City) ist eine ehemalige US-amerikanische Eiskunstläuferin, die im Einzellauf startete. Sie ist die Olympiasiegerin von 1960 und die Weltmeisterin von 1956 bis 1960. 

## Biografie
Carol Heiss wuchs als Tochter deutscher Einwanderer in Queens, New York City, auf und begann dort im Alter von sechs Jahren mit dem Eiskunstlaufen. Ihr Trainer war der französische Paarlaufolympiasieger von 1928 und 1932, Pierre Brunet. 1951 wurde sie mit elf Jahren nationale Meisterin bei den Novizen, 1952 bei den Junioren und von 1953 bis 1956 wurde sie Vizemeisterin bei den Senioren hinter Tenley Albright. 
1953 bestritt Heiss im Alter von 13 Jahren ihre erste Weltmeisterschaft und wurde prompt Vierte. Bereits bei ihrer zweiten Weltmeisterschaft wurde sie 1955 Vize-Weltmeisterin, allerdings deutlich hinter Tenley Albright. Auch bei ihren ersten Olympischen Spielen gewann Heiss 1956 in Cortina d’Ampezzo die Silbermedaille hinter ihrer Landsfrau. Aber schon bei der anschließenden Weltmeisterschaft in Garmisch-Partenkirchen konnte Heiss sie äußerst knapp bezwingen und gewann so ihren ersten von fünf aufeinanderfolgenden Weltmeisterschaftstiteln. Sie sollte nie wieder einen Wettbewerb verlieren. Während dieser Zeit beendete sie ihr Studium an der New York University. Eigentlich wollte Heiss ihre Amateurkarriere nach ihren ersten Olympischen Spielen schon beenden und in Eis-Shows auftreten, aber ihre Mutter Marie Heiss war sehr krank und bat ihre Tochter noch vor ihrem Krebstod im Oktober 1956, Amateur zu bleiben und für sie eine olympische Goldmedaille zu gewinnen. So machte Heiss weiter und dominierte zwischen 1957 und 1960 die Eiskunstlaufkonkurrenz der Damen wie keine Eiskunstläuferin nach Sonja Henie das bis zu dieser Zeit getan hatte. Sie gewann sämtliche nationale Meisterschaften, sämtliche Weltmeisterschaften mit einstimmigem Punktrichterurteil und auch die Olympischen Spiele 1960 in Squaw Valley mit einstimmigem Punktrichterurteil. Bei den Olympischen Spielen sprach sie außerdem den olympischen Eid bei der Eröffnungsfeier.
Mit fünf Weltmeisterschaftstiteln ist Heiss gemeinsam mit Herma Szabó und ihrer Landsfrau Michelle Kwan die zweiterfolgreichste Einzelläuferin bei Weltmeisterschaften nach Sonja Henie.
Heiss war als sehr athletische Eiskunstläuferin bekannt. 1953 gelang es ihr als erster Frau, einen doppelten Axel zu stehen. Ein anderes Markenzeichen von ihr waren Serien von einfachen Axelsprüngen, die sie abwechselnd im Uhrzeigersinn und gegen den Uhrzeigersinn sprang. Normalerweise zeigte Heiss ihre Sprünge im Uhrzeigersinn, aber ihre Drehungen gegen den Uhrzeigersinn, was unüblich ist, da die meisten Eiskunstläufer sowohl Sprünge wie auch Drehungen in derselben Richtung, meistens gegen den Uhrzeigersinn, vollziehen. 
Carol Heiss’ jüngere Geschwister, Nancy und Bruce waren ebenfalls Eiskunstläufer. Nancys bestes Resultat war der sechste Platz bei der Weltmeisterschaft 1958. 
Nach Beendigung ihrer Amateurkarriere 1960 spielte Heiss die Hauptrolle in der Komödie Snow White and the Three Stooges (Regie: Walter Lang und Frank Tashlin, dt.: Schneewittchen & The Three Stooges). Aus einem Teil ihrer Gage bezahlte sie die Studiengebühren ihrer Geschwister. Nach diesem Film bot ihr Fox eine weitere Rolle an, für die sie tanzen und singen hätte lernen müssen, doch sie lehnte ab und kehrte zurück zu ihrer Familie nach Ohio. Heiss heiratete 1961 den Eiskunstläufer Hayes Alan Jenkins, der 1956 Olympiasieger und von 1953 bis 1956 Weltmeister geworden war. Mit ihm hat sie drei Kinder. Bis 1962 war sie noch in einigen Eis-Shows zu sehen, bevor sie auch das endgültig aufgab und sich der Erziehung ihrer Kinder widmete. Nach einer langen Pause trat Heiss Anfang der achtziger Jahre als Eiskunstlauftrainerin in der Gegend ihrer Heimat Akron in Erscheinung. Sie wurde schnell zu einer erfolgreichen Trainerin und wechselte nach Lakewood, um am Winterhurst Ice Rink zu arbeiten. Unter ihren Schülern waren Timothy Goebel, Tonia Kwiatkowski und Miki Andō. 

## Ergebnisse
| Wettbewerb / Jahr                | 1953 | 1954 | 1955 | 1956 | 1957 | 1958 | 1959 | 1960 |
| -------------------------------- | ---- | ---- | ---- | ---- | ---- | ---- | ---- | ---- |
| Olympische Winterspiele          |      |      |      | 2.   |      |      |      | 1.   |
| Weltmeisterschaften              | 4.   |      | 2.   | 1.   | 1.   | 1.   | 1.   | 1.   |
| US-amerikanische Meisterschaften | 2.   | 2.   | 2.   | 2.   | 1.   | 1.   | 1.   | 1.   |